# Kūt-e Sheykh
Kūt-e Sheykh (persiska: کوت شیخ) är en ort i Iran.   Den ligger i provinsen Khuzestan, i den centrala delen av landet, 500 km söder om huvudstaden Teheran. Kūt-e Sheykh ligger 65 meter över havet och antalet invånare är 171.
Terrängen runt Kūt-e Sheykh är platt. Runt Kūt-e Sheykh är det ganska tätbefolkat, med 58 invånare per kvadratkilometer. Närmaste större samhälle är Haftkel, 16,6 km nordost om Kūt-e Sheykh. Trakten runt Kūt-e Sheykh är ofruktbar med lite eller ingen växtlighet.